# Blade Runner 2099
Blade Runner 2099 es una serie de televisión estadounidense de ciencia ficción y neo-noir creada por Silka Luisa, basada en la franquicia Blade Runner, que a su vez se inspiró en la novela de ciencia ficción ¿Sueñan los androides con ovejas eléctricas? (1966) de Philip K. Dick. La serie es producida por Sony Pictures Television, Alcon Entertainment y Scott Free Productions en colaboración con Amazon Studios y distribuida para Amazon Prime Video.

## Sinopsis
La serie está ambientada cincuenta años después de la película Blade Runner 2049.

## Reparto
- Michelle Yeoh como Olwen
- Hunter Schafer como Cora[2]

## Rodaje
En noviembre de 2021, Ridley Scott declaró que se había escrito un piloto para una serie de televisión de Blade Runner, siendo probable que el proyecto consistiera en una serie de episodios con un total de 10 horas de duración.
En febrero de 2022, se anunció oficialmente que la serie estaba en desarrollo, con el título de Blade Runner 2099. Silka Luisa se sumó al proyecto como escritora y productora ejecutiva. Scott, Andrew Kosove, Broderick Johnson, Michael Green, Ben Roberts, Cynthia Yorkin, David W. Zucker y Clayton Krueger participarían como productores ejecutivos adicionales. Scott estuvo en las primeras negociaciones para servir como director de los episodios. El proyecto se desarrolló como una producción conjunta entre Scott Free Productions, Amazon Studios y Alcon Entertainment. La serie estuvo destinada a ser lanzada a través de streaming en exclusiva para Amazon Prime Video.
El rodaje estuvo programado para el 2024 en Praga, República Checa. Los primeros dos episodios los dirigiría Jonathan van Tulleken, quien participó en la serie de televisión Shōgun.